# Sangue Rebelde
Sangue Rebelde foi uma telenovela brasileira exibida pela TV Cultura entre 7 de fevereiro e abril de 1966, às 20h30. Escrita por Leonor Pacheco, foi dirigida por Dalmo Ferreira e produzida por Lúcia Lambertini.

## Enredo
Militar da Guerra do Paraguai é obcecado pela carreira e esquece a família, na qual suas duas filhas estão em conflito pelo mesmo homem.

## Elenco
- Edy Cerri .... Isabel
- Ivete Jayme .... Beatriz
- Leonor Pacheco .... Maria Tereza
- Ênio Gonçalves .... Fernando
- Nello Pinheiro .... General Camargo
- Aída Mar
- Annamaria Dias
- Áurea Campos
- Célia Rodrigues
- Francisco Souza
- Geraldo Meirelles
- Haylton Faria
- Norbert Nardone
- Roberto Orozco

## Curiosidades
- Última telenovela da TV Cultura na era Diários Associados - anos depois, voltaria a produzir telenovelas, já sob nova direção: a Fundação Padre Anchieta.
- A emissora tentara um novo horário (20h30), mas foi ainda mais infeliz devido a um incêndio que tornou impraticável a exibição da telenovela, que saiu do ar sem um final apresentado.